# Olympische Sommerspiele 2024/Segeln – Formula Kite (Frauen)
Die Segelregatta in der Formula Kite der Frauen bei den Olympischen Sommerspielen 2024 fand vom 4. bis 9. August vor dem Marina de Marseille statt. Erstmals in der olympischen Geschichte wurde somit ein Wettkampf im Kitesurfen ausgetragen.

## Wettkampfmodus
Zunächst wurde eine Qualifikation über maximal 16 Wettfahrten ausgetragen. Die zehn besten Surferinnen qualifizierten sich für die nächste Wettkampfphase, wobei die beiden topplatzierten Surferinnen direkt ins Finale vorrückten, die Surferinnen auf den Plätzen drei bis zehn zogen ins Halbfinale ein. Die acht Halbfinalistinnen wurden in zwei Gruppen aufgeteilt, deren Verteilung sich nach der Platzierung in der Qualifikation richtete. Die Regatten endeten, sobald eine Surferin drei Rennsiege erzielt hatte. Die in der Qualifikation jeweils bestplatzierte Surferin jeder Halbfinalgruppe startete mit zwei Rennsiegen in den Wettkampf, die nächstbeste Surferin mit einem Rennsieg, womit die Regatta mindestens eine Wettfahrt und maximal sechs Wettfahrten umfasste. Die Gewinnerin jeder Halbfinalgruppe zog ins Finale ein, in dem ebenfalls drei Rennsiege für den Gesamtsieg nötig waren. Hier startete die Gewinnerin der Qualifikation mit zwei Rennsiegen, die zweitplatzierte Surferin der Qualifikation startete mit einem Rennsieg.

## Zeitplan
| ● | Regatta | ● | Medaillenrennen |

| Datum   | August  | August | August | August      | August            |
| Datum   | 4. So.  | 5. Mo. | 6. Di. | 7. Mi.      | 8. Do.            |
| ------- | ------- | ------ | ------ | ----------- | ----------------- |
| Regatta | 1/2/3/4 | 5      | 6      | ausgefallen | Halbfinale Finale |

## Ergebnisse
| - † = Streichergebnis - UFD = „U“ flag disqualification (Disqualifiziert (Start unter „U“-Flagge)) - BFD = „Black“ flag disqualification (Disqualifiziert (Start unter schwarzer Flagge)) - RDG = Redress given (Anerkannte Abhilfe) - DNF = Did not finish (Rennen nicht beendet) - DNC = Did not contested (Nicht in den Startbereich gekommen) - DPI = Discretionary Penalty Imposed (Ermessensstrafe verhängt) - DSQ = Disqualifikation - RET = Retired (Zurückgezogen nach Wettbewerbsbeginn) - OCS = On the course side of the starting line (Falsche Position bei Start) - SCP = Scoring penalty (Wertungsstrafe) |

### Qualifikation
Die Regatten 7 bis 16 wurde aufgrund zu schwacher Windbedingungen abgesagt.
| Rang | Athletin              | Nation             | Regatta | Regatta   | Regatta   | Regatta    | Regatta    | Regatta   | Regatta | Regatta | Regatta | Regatta | Regatta | Regatta | Regatta | Regatta | Regatta | Regatta | Punkte | Punkte                |
| Rang | Athletin              | Nation             | 1       | 2         | 3         | 4          | 5          | 6         | 7       | 8       | 9       | 10      | 11      | 12      | 13      | 14      | 15      | 16      | Gesamt | Mit Streich- ergebnis |
| ---- | --------------------- | ------------------ | ------- | --------- | --------- | ---------- | ---------- | --------- | ------- | ------- | ------- | ------- | ------- | ------- | ------- | ------- | ------- | ------- | ------ | --------------------- |
| 1    | Lauriane Nolot        | Frankreich         | 2       | 1         | 12†       | 2          | 6          | 1         | -       | -       | -       | -       | -       | -       | -       | -       | -       | -       | 24     | 12                    |
| 2    | Eleanor Aldridge      | Großbritannien     | 1       | 2         | 2         | 3          | 4          | 21† (DNS) | -       | -       | -       | -       | -       | -       | -       | -       | -       | -       | 33     | 12                    |
| 3    | Daniela Moroz         | Vereinigte Staaten | 7†      | 3         | 4         | 1          | 2          | 7         | -       | -       | -       | -       | -       | -       | -       | -       | -       | -       | 24     | 17                    |
| 4    | Annelous Lammerts     | Niederlande        | 14†     | 4         | 5         | 5          | 7          | 2         | -       | -       | -       | -       | -       | -       | -       | -       | -       | -       | 37     | 23                    |
| 5    | Leonie Meyer          | Deutschland        | 4       | 7         | 8†        | 4          | 3          | 6         | -       | -       | -       | -       | -       | -       | -       | -       | -       | -       | 32     | 24                    |
| 6    | Elena Lengwiler       | Schweiz            | 3       | 6         | 1         | 15,5 (RDG) | 1          | 21† (DNS) | -       | -       | -       | -       | -       | -       | -       | -       | -       | -       | 47,5   | 26,5                  |
| 7    | Breiana Whitehead     | Australien         | 12†     | 5         | 7         | 6          | 9          | 8         | -       | -       | -       | -       | -       | -       | -       | -       | -       | -       | 47     | 35                    |
| 8    | Maggie Pescetto       | Italien            | 5       | 21† (DSQ) | 3         | 10         | 14         | 4         | -       | -       | -       | -       | -       | -       | -       | -       | -       | -       | 57     | 36                    |
| 9    | Julia Damasiewicz     | Polen              | 6       | 8         | 11        | 7          | 11         | 21† (DNS) | -       | -       | -       | -       | -       | -       | -       | -       | -       | -       | 64     | 43                    |
| 10   | Gal Zukerman          | Israel             | 10      | 9         | 10        | 11†        | 5          | 11        | -       | -       | -       | -       | -       | -       | -       | -       | -       | -       | 56     | 45                    |
| 11   | Alina Kornelli        | Österreich         | 16†     | 12        | 13        | 9          | 8          | 5         | -       | -       | -       | -       | -       | -       | -       | -       | -       | -       | 63     | 47                    |
| 12   | Gisela Pulido         | Spanien            | 11      | 11        | 6         | 12†        | 10         | 10        | -       | -       | -       | -       | -       | -       | -       | -       | -       | -       | 60     | 48                    |
| 13   | Catalina Turienzo     | Argentinien        | 13      | 13        | 19†       | 14         | 13         | 3         | -       | -       | -       | -       | -       | -       | -       | -       | -       | -       | 75     | 56                    |
| 14   | Mafalda Pires de Lima | Portugal           | 8       | 15†       | 14        | 13         | 15         | 9         | -       | -       | -       | -       | -       | -       | -       | -       | -       | -       | 74     | 59                    |
| 15   | Chen Jingyue          | China              | 20      | 14        | 9         | 8          | 16         | 21† (DNS) | -       | -       | -       | -       | -       | -       | -       | -       | -       | -       | 88     | 67                    |
| 16   | Derin Atakan          | Türkei             | 15      | 16        | 15        | 15         | 12         | 21† (DNS) | -       | -       | -       | -       | -       | -       | -       | -       | -       | -       | 94     | 73                    |
| 17   | Justina Kitchen       | Neuseeland         | 9       | 10        | 21† (DNF) | 16         | 18         | 21† (DNS) | -       | -       | -       | -       | -       | -       | -       | -       | -       | -       | 95     | 74                    |
| 18   | Emily Bugeja          | Kanada             | 19†     | 19        | 18        | 17         | 17         | 12        | -       | -       | -       | -       | -       | -       | -       | -       | -       | -       | 102    | 83                    |
| 19   | Benyapa Jantawan      | Thailand           | 17      | 18        | 16        | 18         | 21† (DNC)  | 21† (DNS) | -       | -       | -       | -       | -       | -       | -       | -       | -       | -       | 111    | 90                    |
| 20   | Julie Paturau         | Mauritius          | 18      | 17        | 17        | 21† (RET)  | 15,5 (DNC) | 21† (DNS) | -       | -       | -       | -       | -       | -       | -       | -       | -       | -       | 115    | 94                    |

### Halbfinale

#### Halbfinale A
| Rang | Athlet            | Nation             | Verdiente Siege | Regatta | Regatta | Regatta | Regatta | Regatta | Regatta | Gesamtgewinne |
| Rang | Athlet            | Nation             | Verdiente Siege | 1       | 2       | 3       | 4       | 5       | 6       | Gesamtgewinne |
| ---- | ----------------- | ------------------ | --------------- | ------- | ------- | ------- | ------- | ------- | ------- | ------------- |
| 1    | Daniela Moroz     | Vereinigte Staaten | 2               | 1       | —       | —       | —       | —       | —       | 3             |
| 2    | Elena Lengwiler   | Schweiz            | 1               | 2 (SCP) | —       | —       | —       | —       | —       | 1             |
| 3    | Gal Zukerman      | Israel             | 0               | 3       | —       | —       | —       | —       | —       | 0             |
| 4    | Breiana Whitehead | Australien         | 0               | 4 (SCP) | —       | —       | —       | —       | —       | 0             |

#### Halbfinale B
| Rang | Athlet            | Nation      | Verdiente Siege | Regatta | Regatta | Regatta | Regatta | Regatta | Regatta | Gesamtgewinne |
| Rang | Athlet            | Nation      | Verdiente Siege | 1       | 2       | 3       | 4       | 5       | 6       | Gesamtgewinne |
| ---- | ----------------- | ----------- | --------------- | ------- | ------- | ------- | ------- | ------- | ------- | ------------- |
| 1    | Annelous Lammerts | Niederlande | 2               | 1       | —       | —       | —       | —       | —       | 3             |
| 2    | Leonie Meyer      | Deutschland | 1               | 2       | —       | —       | —       | —       | —       | 1             |
| 3    | Julia Damasiewicz | Polen       | 0               | 3       | —       | —       | —       | —       | —       | 0             |
| 4    | Maggie Pescetto   | Italien     | 0               | 4       | —       | —       | —       | —       | —       | 0             |

### Finale
| Rang | Athlet            | Nation             | Verdiente Siege | Regatta | Regatta | Regatta | Regatta | Regatta | Regatta | Gesamtgewinne |
| Rang | Athlet            | Nation             | Verdiente Siege | 1       | 2       | 3       | 4       | 5       | 6       | Gesamtgewinne |
| ---- | ----------------- | ------------------ | --------------- | ------- | ------- | ------- | ------- | ------- | ------- | ------------- |
| 1    | Eleanor Aldridge  | Großbritannien     | 1               | 1       | 1       | —       | —       | —       | —       | 3             |
| 2    | Lauriane Nolot    | Frankreich         | 2               | 2       | 3       | —       | —       | —       | —       | 2             |
| 3    | Annelous Lammerts | Niederlande        | 0               | 4       | 2       | —       | —       | —       | —       | 0             |
| 4    | Daniela Moroz     | Vereinigte Staaten | 0               | 3       | 4 (SCP) | —       | —       | —       | —       | 0             |